# Mónica González (vũ công)
Mónica Andrea González Merlo de Listorti (phát âm tiếng Tây Ban Nha: [ˈmonika ɣonˈsales]) là một vũ công sân khấu chuyên nghiệp người Argentina, cũng như vợ của người dẫn chương trình truyền hình và diễn viên hài José María Listorti. González đã tham gia Dancing With The Stars của Argentina, Bailando 2011.

## Sự nghiệp

### El Fondo Puede Esperar
Vào năm 2005, sau nhiều cuộc đấu tranh diễn ra trong nhà hát, cô đã thử vai trở thành vũ công dự phòng và cao 1,81 m (5 ft 11+1⁄2 in) cô đã đóng vở nhạc kịch El Fondo Puede Esperar. Các diễn viên hài âm nhạc nổi tiếng José María Listorti và Alvaro "Waldo" Navia, người mẫu Denise Dumas, ca sĩ tango Alberto Bianco và một dàn diễn viên múa lớn do đạo diễn biên đạo kiêm đạo diễn Flavio Mendoza đạo diễn. Đây là nơi cô và José María gặp nhau. Mặc dù cô được chọn làm vũ công dự phòng, González nổi bật như một ngôi sao lớn trong vở nhạc kịch, có ít vai chính và được biến thành vũ công chính.

### Bailando
Mónica González tham gia cuộc thi nhảy thực tế, Bailando 2011 với đối tác nhảy chuyên nghiệp Maximiliano D'Iorio. Cô được thay thế bởi người mẫu Argentina và nữ diễn viên Belén Francese trong vòng 7-10 vì chấn thương chân mà González phải chịu đựng trong khi thực hành vũ đạo vũ đạo của mình. González đã bị loại bỏ trong vòng Merengue bởi chồng cô, Denise Dumas.

### El Anfitrión
Vào năm 2011 González đã được đề nghị trở thành ngôi sao trong vở nhạc kịch mùa giải 2011-2012, El Anfitrión. Cô đã đi cùng với cô nhảy múa chuyên nghiệp Bailando Maximiliano D'Iorio làm vũ công đầu tiên. Đạo diễn sáng tạo của chương trình là tờ rơi của Áo, Reina Reech. Cũng trong chương trình là diễn viên hài kịch là "Cacho" Buenaventura, thứ hai vedette, acrobat-vũ công Estefanía Bacca và các nhà ảo thuật, Emanuel. Các giám sát viên chính và thu hút chính của chương trình là María Martha Serra Lima. Nhạc kịch được ra mắt tại Córdoba, Argentina, ngày 16 tháng 12 năm 2011 tại nhà hát, Candilejas I.

## Cuộc sống cá nhân
Mónica de Listorti sống ở Buenos Aires và Córdoba, Argentina. Cô kết hôn với José María Listorti, cha của Franco con trai cô (sinh ngày 1 tháng 11 năm 2009). Đám cưới của họ được tổ chức vào ngày 1 tháng 11 và đám cưới của họ trong nhà thờ là vào ngày 3 tháng 11 năm 2012.